# Christine Cavanaugh
Christine Josephine Sandberg, conocida como Christine Cavanaugh (16 de agosto de 1963, Layton, Utah - 22 de diciembre de 2014, Cedar City, Utah) fue una actriz de voz estadounidense. Fue conocida por prestar su voz en la película de 1995 Babe y Gosalyn Mallard en El Pato Darkwing entre otros.
Estuvo en activo hasta 2003.

## Biografía

### Primeros años
En 1981 estudió en el Instituto de Layton y posteriormente ingresaría en la Universidad Estatal de Utah y la de Hawái donde conocería a su futuro marido: Kevin Cavanaugh, con quien contraería matrimonio y se divorciaría en 1985. Sin embargo, continuó conservando su apellido de casada como nombre artístico.
Cavanaugh profesaba la religión mormona.

### Trayectoria artística
Debutó en 1988 como actriz de doblaje en la adaptación a la versión en inglés de la película David and the Magic Pearl. En 1991 pasaría a ser la voz de Gosalyn Mallard en El Pato Darkwing y en 1994 como Chuckie Finster en Rugrats.
Otros proyectos en los que trabajó fue en The Critic, Sonic the Hedgehog, 101 Dalmatians: The Series, Hercules: The Animated Series, The Powerpuff Girls, The Wild Thornberrys y Recess.
En 1995 fue escogida para prestar su voz en Babe al personaje homónimo y principal, papel que rechazó para la secuela de 1998, año en el que aceptó dar vida a Tommy Pickles en Rugrats. Otra serie destacada en la que estuvo fue Dexter's Laboratory siendo a la vez la voz comercial para la cadena Cartoon Network. En 2010 obtendría un Premio Annie a la Mejor Actriz de Voz.
En cuanto a la pequeña pantalla, ha participado en series como Salute Your Shorts, Cheers, Empty Nest Wings, The X-Files, Everybody Loves Raymond, y ER aparte de compartir cartel con Jerry Maguire en Soulmates.

### Fallecimiento
El 22 de diciembre de 2014 falleció en su casa de Cedar City a causa de leucemia, En el momento tenía 51 años.